# De andere en ik
De andere en ik is een hoorspel van Günter Eich.

## Geschiedenis
Die Andere und ich werd op 3 februari 1952 uitgezonden door de Süddeutscher Rundfunk en het werd in 1953 bekroond met de Hörspielpreis der Kriegsblinden. Op 8 december 1976 zond de TROS een versie van Bert Dijkstra uit, en in 1987 volgde de BRT met een versie van Flor Stein. Op 11 september 1959 (met een herhaling op 11 november 1987) zond de VPRO dit hoorspel uit in een vertaling van Dolf Verspoor. De regie was in handen van Coos Mulder.

## Rolbezetting
- Elisabeth Andersen (Ellen & Camilla)
- Jan Apon (Giovanni)
- Ko van den Bosch (John)
- Godert van Colmjon (Umberto)
- Wim van den Heuvel (Carlo)
- Coba Kelling (moeder)
- Henny Orri (tante)
- Jeanette van der Heyden (Lidia)
- Jules Royaards (Bob)
- Henk van Ulsen (Antonio)
- Ellen van Hemert (Lissy)
- Ellen van Hemert (Filomena)
- Lucas Wensing (vader)

## Inhoud
Het geluk is op deze wereld echt ongelijkmatig verdeeld. De een leeft in het licht, de andere in de duisternis. Is het misschien zo, dat zij die in de duisternis leven het deel van het leed dragen dat bestemd is voor wie in het licht leeft? Günter Eich laat in zijn hoorspel één der gelukkigen plots in de huid van de andere kruipen.
Een welstellende Amerikaanse, Ellen Harland, vertelt in prozateksten tussen de scènes, hoe ze op haar veertigste verjaardag na een bezoek aan Ferrara met man en kinderen per auto door de zwarte, stinkende lagune van Comacchio rijdt en in het voorbijrijden met een oude vissersvrouw langs de weg een zonderlinge blik wisselt. Later, bij het zwemmen in Porto Garibaldi, knijpt ze er heimelijk tussenuit om de oude vrouw in Comacchio op te zoeken. Ze belandt daar in een huis en bij een andere vrouw, die haar op de een of andere manier bekend voorkomt en door wie ze met de naam “Camilla” wordt aangesproken. Van dan af is de Amerikaanse Ellen plots het gewone Italiaanse meisje Camilla en ze leidt nu veertig jaar lang haar leven. Ze trouwt – om haar ouders erbovenop te helpen – met een oude man van wie ze niet houdt, heeft een verhouding met een jonge knecht die de man ombrengt en aan wie ze in een tweede huwelijk vier kinderen schenkt. Die verliest ze na elkaar in oorlog en ellende, nadat haar tweede man zich heeft verhangen. Ze geniet gretig van de schaarse feesten der armen en lijdt ten slotte gebrek met twee kleinkinderen die ze opvoedt, tot de auto van die Amerikaanse haar voorbijrijdt, vanwaaruit haar de blik treft die haar uitdooft en die de andere, de voorbijrijdende in haar plaats stelt.